# ノベナ

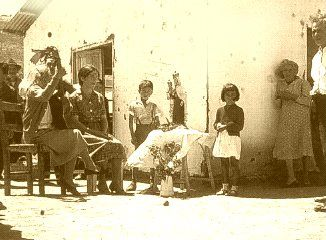
信心深い女性たちがカルメル山の聖母にノベナを唱えている風景。朝方か、夕方に行われる。写真はおよそ1940年のもの。

ノベナ (ラテン語: Novena)とは、17世紀にキリスト教で始まった信心業で、神が恵みを与えてくれるように願うこと、または、聖母や聖人など、特定の崇敬対象に対して、神への執り成しをしてくれるよう願うこと、9日間に渡り、連続して行うこと、以上の特徴を持った祈祷の信心業をいう。これは個人的な祈祷や、公に集団での祈祷がある。

## 概要

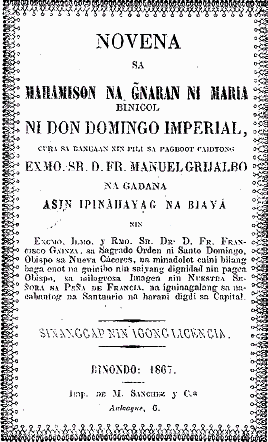
「ペニャフランシャの聖母」へのノベナ　ビノンド　1867年認可

「ノベナ：Novena」は、ラテン語の「9つの」を意味する形容詞に由来する。日本ではその訳として、「9日間の祈り」「9日祈祷」「9日特祷」があてられており、連続して9日間祈ることを意味する。
ノベナはその殆どがカトリック教会、聖公会、東方正教会、プロテスタントのルター派教会によって行われている 。これに加えて、教会の刷新を祈祷するために、「プリメア・クリスチャン・ラジオ (Premier Christian Radio: 第一キリスト教ラジオ)」によって広められたエキュメニカル派によっても行われている。
ノベナの祈祷は、祈祷書によるもの、ロザリオの連祷によるもの（これを「ロザリオのノベナ」と言う）、又は一日を通して短い祈りを唱えるものなどがある。ノベナの祈祷は、慣例として小さな祈祷書などに印刷され、三位一体のうちの一つの位格への救いを求める祈り、聖母マリア・天使や諸聖人への執りなしを求める各種の祈りがある。

### カトリック教会
カトリック教会のノベナは、教会の規範により公に承認されているものでなければならない。その教会における承認は、司教または出版物などの検閲に関する高位聖職者によって行われる。その承認には、「インプリマートゥル」(Imprimatur:印刷可)、「ニール・オプスタット」(Nihil Obstat:審査の結果、教会に対して顰蹙すべき内容を含まないとする宣言)、「インプリミ・ポテスト」(Imprimi potest:出版可)がある。

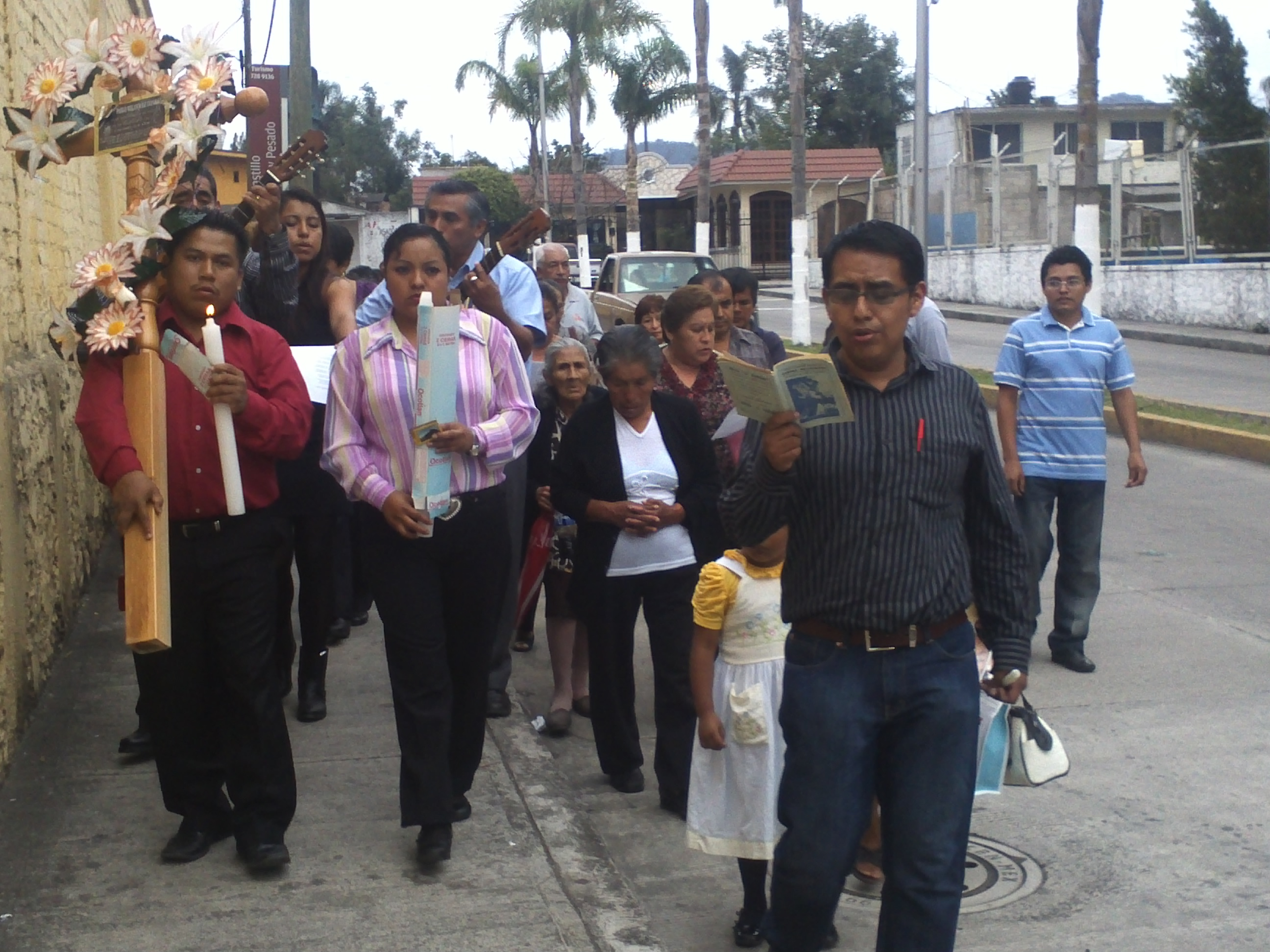
「十字架の道行」の信心業。ロウソクを手に持って歩く祈祷者のグループ：メキシコ、オリサバ

カトリック教会におけるノベナは、次の4つのカテゴリがあり、そのどれかに属する。
- 喪中、または葬儀の前
- 教会の祝日の前または晩の典礼の終わり（教会で行うことが必要となる場合が多い）
- 個人または集団による請願や罪の償い
- 免償 （ゆるしの秘跡を受けており、教会で行うことが必要となる場合が多い)

標準の典礼規範によると、ノベナは家庭、教会、または厳粛な祈りを唱えられる場所ならどこでも実施できるが、いくつかの免償がつくノベナは教会において実施することが必要となる。時々、特別なロウソクと香がノベナを実施する9日間に渡って共す場合がある。「典礼憲章(Sacrosanctum Concilium)」の一般原則の最初の章 #13は、一般のノベナについて、ガイドラインとして良く挙げられる。

## 歴史

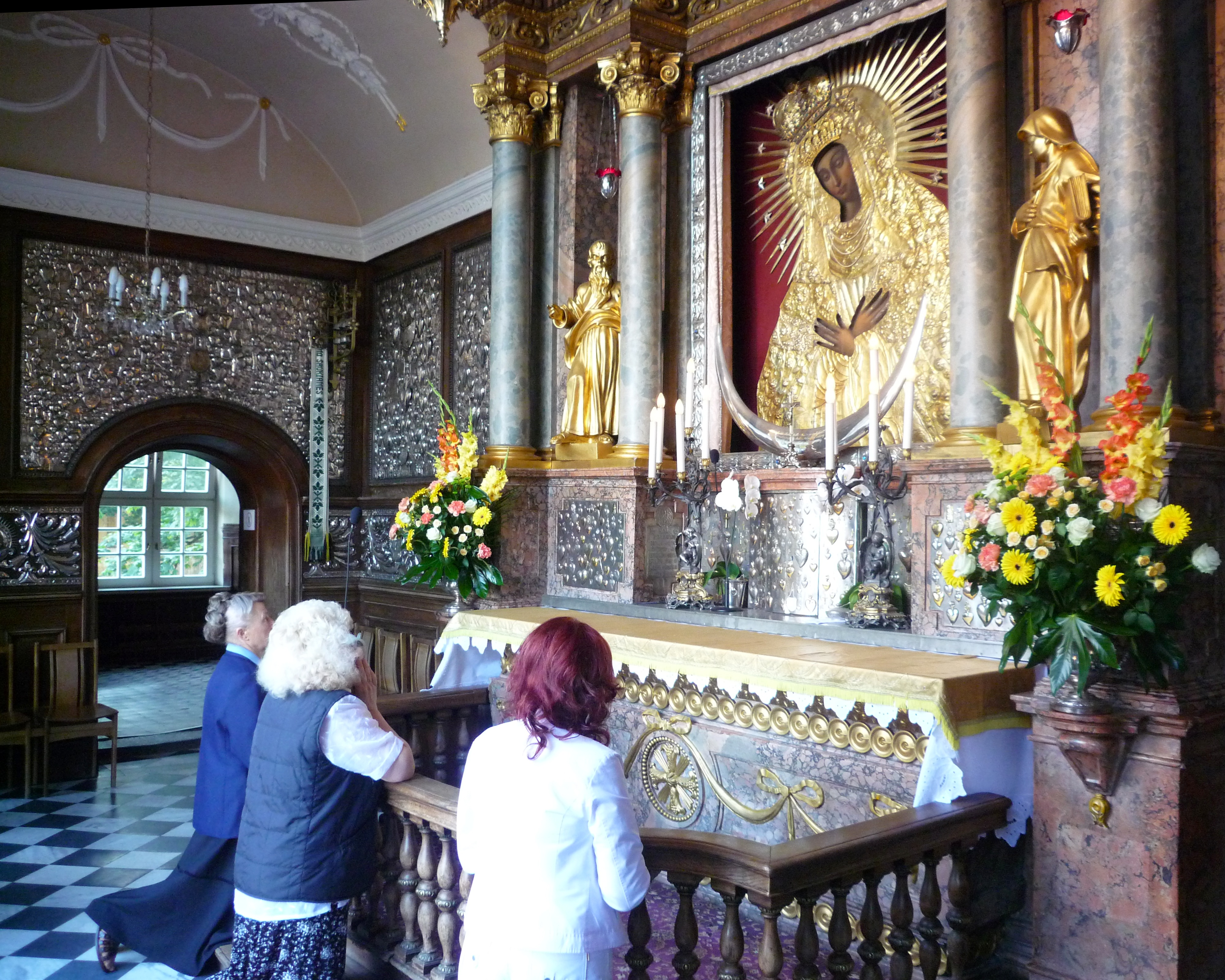
嘆願のため「夜明けの門の聖母」に祈る女性グループ。 リトアニア、 ヴィリニュス 　先読み者はずっと左の方にいる。

ノベナを行うことは、新約聖書の記述を以下のように解釈した結果とされている: 
聖職者や上流階級で死者が出た時に、9日間のミサを開くという古い習慣がある。この習慣自体は初期のギリシャ・ローマ時代の家庭で行われていたものの模倣だと考えられている。これは死者が出た時、その日の次の朝からの9日間喪に服し、その後に御馳走を食べる。というもので、ノベナの実施は古い習慣の影響を受けていたとする考えもある。 聖アウグスティヌス, 偽アルクィン、 ジャン・ベレト(John Beleth) といったカトリックの著作家たちは、この古い習慣を真似しないように警告している。  
カトリック教会の信徒たちは、時がたつに連れ、9という数字について、異教徒の風習を結びつけて考えることは少なくなり、イエスが子宮に宿っていた9ヵ月間、とか、イエスが9時に十字架上で息を引き取ったこと、12使徒が聖母マリアと共に、9日間「二階の部屋」に籠って祈り続け、聖霊が彼らに降臨したことなどとの結び付きを強調し始めた。
新約聖書の中に書かれている出来事として、しばしば使徒行伝の1章12節から2章5節が引用される。キリスト教の教父たちも9という数字に特別な意味を割り当てていた。それは9という数字が、神に向き祈っている人間の不完全さを象徴している数字だと見做したものだった。これは、10を完璧な数字の象徴、神の完全さを意味するものであり、それに1足りないのが9であることから来ている。これらの事柄は、始めにキリスト教の葬儀に影響し、その後続いて、キリスト教の祈祷へ影響を及ぼした。

## 現代のノベナ
- 『聖ホセマリア・エスクリバーへの 仕事のための九日間の祈り』（フランシスコ・ファウス著、酒井俊弘訳、教友社 2014年）ISBN：978-4-902211-99-3
  - 説明：仕事を見つけたい方、または霊的な意味で仕事そのものを見つめ直したい方へ。私たちにとって不可欠の日常の仕事は、キリスト教信仰とどのようにつながっているのかを知るためにも最適（カラー版の小冊子）。
- 『聖ホセマリア・エスクリバーへの 病者のための九日間の祈り』（フランシスコ・ファウス著、酒井俊弘訳、教友社 2014年）ISBN：978-902211-86-3
  - 説明：病人本人、あるいは病者のために祈りたい方、どちらでも使うことができる（カラー版の小冊子）。
- 『聖ホセマリア・エスクリバーへの 家族のための九日間の祈り』（フランシスコ・ファウス著、酒井俊弘訳、教友社 2015年）ISBN：978-4-907991-06-7
  - 説明：聖家族を規範に、真のキリスト教的家庭を作り上げるための九日間の祈り（カラー版の小冊子）。

## 参照項目
- 聖母マリアへの信心業
- 百度参り